# Chiesa di Sant'Anna (Campo Tures)
La chiesa di Sant'Anna (in tedesco St.-Anna-Kirche) è la parrocchiale di Acereto (Ahornach), frazione di Campo Tures (Sand in Taufers) in Alto Adige. Appartiene al decanato di Tures della diocesi di Bolzano-Bressanone e risale al XVI secolo.

## Storia

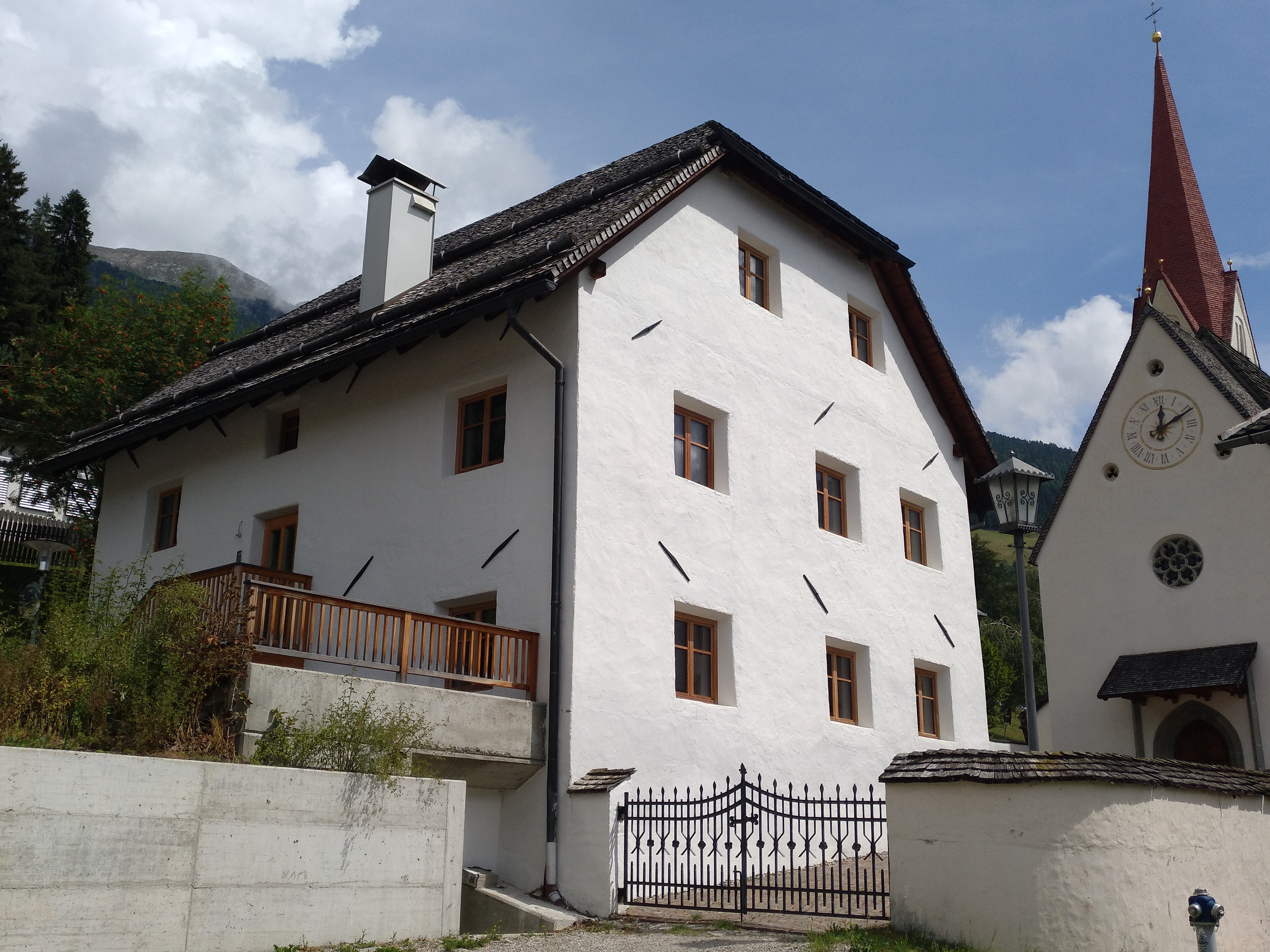
Sagrato con cancello e facciata della chiesa.

Il principale luogo di culto ad Acereto venne edificato nel 1512 in stile tardo gotico da Valentin Winkler di Falzes e la solenne consacrazione venne celebrata nel 1519. I lavori alla torre campanaria furono ultimati nel 1558. 
Durante gli anni novanta la chiesa è stata oggetto di importanti lavori di ampliamento.

## Descrizione

### Esterno
La chiesa di Ahornach è un tipico esempio di architettura tardo gotica della Val Pusteria. Si trova in posizione leggermente decentrata, accanto al cimitero della comunità. La facciata a capanna con due spioventi presenta il portale di accesso con arco acuto protetto da una tettoia. Sopra, in asse, si apre il piccolo rosone che porta luce alla sala e al centro della parte superiore si trova il grande orologio. La torre campanaria si alza a lato della chiesa, in posizione arretrata sulla sua sinistra, accanto all'abside poligonale. La cella campanaria si apre con quattro finestre a monofora a sesto acuto e la copertura apicale in laterizio rosso ha la forma di piramide acuta a base ottagonale.

### Interno
L'interno è a navata unica con volta ricca di decorazioni. L'altare maggiore e gli altari laterali sono tardo gotici. Sul maggiore si trovano statue eseguite da Augustin Valentin di Bressanone mentre quelle sugli altari laterali sono opera di Mair di Brunico. La pala ottocentesca che raffigura la titolare Sant'Anna e il Giudizio Universale sono opere di Josef Renzler.